# Materiały do Biografii, Genealogii i Heraldyki Polskiej
Materiały do Biografii, Genealogii i Heraldyki Polskiej – rocznik wydawany w latach 1963-1987 w Buenos Aires z inicjatywy takich osób jak: Szymon Konarski, Bernard Klec-Pilewski. 
Ukazało się 9 roczników. W piśmie ukazywały się artykuły i materiały źródłowe do dziejów polskiej genealogii i heraldyki. Ostatni tom (10) ukazał się w 2005 roku nakładem Wydawnictwa DiG (redaktor Stefan Krzysztof Kuczyński). 

## Spis numerów
- T.1 (1963),
- T.2 (1964),
- T.3 (1966),
- T.4 (1967),
- T.5 (1971),
- T.6 (1974),
- T.7/8 (1985),
- T.9 (1987),
- T.10 (2005)